# Scopula seydeli
Scopula seydeli är en fjärilsart som beskrevs av Louis Beethoven Prout 1934. Scopula seydeli ingår i släktet Scopula och familjen mätare. Inga underarter finns listade.